# Qualitätsfachmann
Qualitätsfachmann/-frau ist eine Bezeichnung für einen Beruf, der sich insbesondere mit der Längenprüftechnik in der Industrie auseinandersetzt und als Umschulungsberuf mit dem Bundesinstitut für Berufsbildung entwickelt wurde. Man kann diesen Beruf z. B. an Berufsförderungswerken erlernen, als Ausbildungsberuf für Jugendliche ohne berufliche Vorerfahrungen wird er nicht angeboten.

## Berufsprofil
Qualitätsfachleute sind Facharbeiter für die Umsetzung von Qualitätsstrategien in Industrie- und Handwerksbetrieben. Die Lösung messtechnischer Aufgaben in allen Bereichen des betrieblichen Ablaufes, auch im Rahmen der Werkerselbstprüfung, und die Qualitätssicherung z. B. durch die Überwachung und Kalibrierung der betrieblichen Prüfmittel, die Führung statistischer Auswertungen und die Lenkung von Qualitätsaufzeichnungen gehören zu ihren Aufgaben. Die Mitwirkung bei der Zertifizierung nach internationalen Normen sowie die Arbeit mit PC und die Nutzung spezieller Software für das Qualitätsmanagement sind selbstverständlich.
Hauptaufgaben des Qualitätsfachmannes sind die Erstmusterprüfung, Prüfmittelüberwachung, Wareneingangsprüfung, Fertigungsüberwachung, Maschinenabnahme. In den großen Betrieben gibt es einen separaten Messraum, in dem Qualitätsfachleute arbeiten. Lerninhalte sind:
- mechanische Grundfertigkeiten, unter anderem Materialbearbeitung wie beispielsweise feilen, bohren, fräsen, drehen usw.
- Technologie
- Technische Informatik (u. a. SPC Aufbereiten, Verdichten von Prüfdaten)
- Prüftechnik
- Prüfmittelmanagement
- Qualitätssicherung zum Beispiel Prüfmittelüberwachung, 3D-Koordinatenmeßtechnik
- Qualitätsmanagement (Statistik, Werkzeuge und Methoden)
- technische Mathematik
- technische Kommunikation
- Englisch
- Wirtschafts- und Sozialkunde

In der praktischen Ausbildung werden neben den Handmessmitteln auch die 3D-Koordinaten Messtechnik, Werkstoffprüfung, Oberflächenprüfung, Form- und Lagemessung vermittelt.
Die Ausbildung dauert in der Regel zwei Jahre. Die Abschlussprüfung nimmt die IHK ab. Als Zusatzqualifizierung ist die Zertifizierung zum Qualitätsassistent (QA-Schein) durch die DGQ möglich.